# Józef Borgosz
Józef Borgosz (ur. 23 października 1928 w Targanicach, zm. 1997) – polski filozof i wojskowy, płk WP.

## Życiorys
Absolwent Wydziału Filozoficznego Uniwersytetu Warszawskiego (1957). Doktor nauk humanistycznych od 1965 r., dr habilitowany 1972, profesor nadzwyczajny 1978. Wieloletni pracownik naukowy Wojskowej Akademii Politycznej im. Feliksa Dzierżyńskiego w Warszawie: asystent, starszy asystent, adiunkt (1953-1971), docent (1972-1978), profesor, kierownik Katedry Filozofii (1978-1990). Członek kolegium i zastępca redaktora naczelnego Dialectics and Humanism (od 1975 r.), z-ca redaktora naczelnego Studiów Filozoficznych (od 1976 r.), członek Komitetu ds. Badań nad Pokojem przy Prezydium Polskiej Akademii Nauk (od 1985 r.), członek Rady Naukowej Instytutu Filozofii i Socjologii PAN (od 1973 r.), uczestnik Światowych Kongresów Filozoficznych (XV w Warszawie w 1973, XVI w Düsseldorfie w 1978, XVII w Montrealu w 1983).
Członek PZPR 1951-1990, członek Komisji Ideologicznej KC PZPR (1969-1980), członek Komisji Filozoficznej KC PZPR (1969-1986).
W 1983 jako konsultant SB był współtwórcą (z prof. Szewczukiem) strategii manipulacji śledztwem w sprawie śmiertelnego pobicia Grzegorza Przemyka, doradzając m.in. „przerzucenie winy na kolegów chłopca, jego matkę, sanitariuszy” oraz wersję, zgodnie z którą okrzyki bólu wydawane przez Przemyka podczas bicia na komisariacie były „okrzykami karate” wydawanymi przez niego „pod wpływem alkoholu i narkotyków”.

## Prace
- Tomasz z Akwinu (1962, wydanie rosyjskie 1967);
- Koncepcja tomistycznej filozofii historii u Jacques Maritaina (1963);
- Egzystencjalizm (1968);
- Historia polskiej myśli społecznej (1968);
- Herbert Marcuse i filozofia trzeciej siły (1972);
- Klasyczna filozofia niemiecka (V wyd. 1976);
- Wybrane zagadnienia z historii filozofii starożytnej i średniowiecznej (VII wyd. 1976);
- Historia filozofii nowożytnej (Renesans i wiek XVII) (VI wyd. 1978);
- Główne kierunki współczesnej filozofii niemarksistowskiej (IV wyd. 1977, VI wyd. 1982);
- Drogi i bezdroża filozofii pokoju (od Homera do Jana Pawła II) (1989).

## Nagrody i odznaczenia
- nagroda resortowa MON 1978
- Krzyż Oficerski Orderu Odrodzenia Polski
- Krzyż Kawalerski Orderu Odrodzenia Polski
- Złoty Krzyż Zasługi
- Medal Komisji Edukacji Narodowej
- Medal 40-lecia Polski Ludowej
- Tytuł i odznaka Zasłużony Nauczyciel PRL
- Nagroda „Trybuny Ludu” (zespołowa) dla organizatorów Młodzieżowego Turnieju Wiedzy Filozoficznej Towarzystwa Krzewienia Kultury Świeckiej (1984)[2]